# Old Pulteney
Pour les articles homonymes, voir Pulteney.
Old Pulteney est une distillerie de whisky située à Wick dans les Highlands en Écosse. À l’exception des deux distilleries des îles Orcades, Old Pulteney est la plus septentrionale des distilleries écossaises.
Même si elle était située sur le continent, au moment de sa création en 1826, la distillerie n’était pas accessible par voie de terre. Elle était approvisionnée en céréales par bateaux et le whisky était emmené de la même façon. À cette époque, la plupart des travailleurs de la distillerie étaient aussi des pêcheurs.
La distillerie est aujourd’hui la propriété de Inver House Distillers qui possède aussi Glenlivet ou Balblair. Elle possède 1 wash still et 1 spirit still et produit environ 1 million de litres d’alcool pur par an.
Old Pulteney produit un single malt vendu tant en version officielle que par des embouteilleurs indépendants :
- Old Pulteney 8 ans (par Gordon et Macphail un embouteilleur indépendant)
- Old Pulteney 12 ans
- Old Pulteney 15 ans sherry wood